# SG 751 SAPR
Il SG 751 SAPR è un fucile d'assalto (SturmGewehr) prodotto dalla Swiss Arms AG (in precedenza denominata Schweizerische Industrie Gesellschaft - "SIG") di Neuhausen in Svizzera.
Camerato per il calibro 7,62 × 51 mm NATO è disponibile in versione corta e lunga per soddisfare le esigenze di combattimento ravvicinato usandolo come "battle rifle" o per l'ingaggio di obiettivi distanti come fucile da supporto alle squadre di fanteria, ossia "designated marksman rifle". L'arma è basata sul precedente fucile SIG SG 550 in calibro 5,56 × 45 mm. La variante militare prevede 3 modalità di fuoco: singolo, burst (3 colpi) e automatico.
È in concorrenza con FN SCAR H e Heckler & Koch HK417 entrambi camerati nello stesso calibro.

## Varianti
Le varianti principali sono:
- SG 751 SAPR LB:versione "long barrel" carabina con canna da 455 mm.
- SG 751 SAPR SB:versione "short barrel" carabina con canna da 365 mm.

Le versioni per il mercato civile dispongono di solo fuoco semi-automatico.